# رابرت سیمنز
رابرت سیمنز (انگلیسی: Robert Seamans؛ ۳۰ اکتبر ۱۹۱۸ – ۲۸ ژوئن ۲۰۰۸) یکی از معاونان ناسا و پروفسور مؤسسه فناوری ماساچوست بود.